# OCAMM
L'OCAMM (Organisation Commune Africaine Malgache et Mauricienne) è stata un'organizzazione internazionale regionale per la cooperazione in varie regioni dell'Africa, istituita a Nouakchott, in Mauritania il 12 febbraio 1965 da 12 stati nazionali che fino ad allora avevano aderito all'UAM (Unione Africana e Malgascia) e, dopo lo scioglimento di questa, nel marzo 1964, alla UAMCE (Unione Africana e Malgascia di Cooperazione Economica).
Lo statuto dell'OCAMM, firmato a Tananarive il 25 giugno 1966 dai capi di Stato dei Paesi aderenti, assegnava all'organizzazione scopi di collaborazione nel campo politico ed economico.
Organo principale dell'OCAMM era la conferenza dei capi di Stato, che si riuniva nelle capitali degli stati membri. Il segretariato permanente ha sede a Yaoundé, in Camerun.
L'OCAMM si è sciolta il 23 marzo 1985.

## Membri

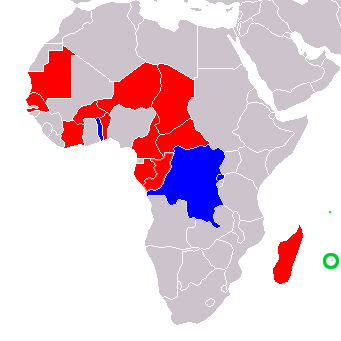
Stati appartenenti all'OCAMM

I paesi membri dell'OCAMM sono stati diciassette:
- Benin (12 febbraio 1965)
- Burkina Faso (12 febbraio 1965)
- Camerun (12 febbraio 1965)
- Ciad (12 febbraio 1965)
- Costa d'Avorio (12 febbraio 1965)
- Gabon (12 febbraio 1965)
- Madagascar (12 febbraio 1965)
- Mauritania (12 febbraio 1965)
- Mauritius (1969)
- Niger (12 febbraio 1965)
- Rep. Centrafricana (12 febbraio 1965)
- Rep. del Congo (maggio 1965)
- RD del Congo (12 febbraio 1965)
- Ruanda (12 febbraio 1965)
- Senegal (12 febbraio 1965)
- Seychelles (1977)
- Togo (12 febbraio 1965)

## Segretari generali
- Diakha Dieng (Senegal), dal 1965 al 1968
- Falilou Kane (Senegal), dal 1968 al 1974
- Regis Franchet (Mauritius), nel 1974
- Sydney Moutia (Mauritius), dal 1974 al 1979
- Amri Sued Ismail (Ruanda), dal 1979 al 1985